# Dorothy Thompson
Dorothy Thompson, née le 9 juillet 1893 à Lancaster (État de New York) et morte le 30 janvier 1961 à Lisbonne au Portugal, est une journaliste américaine au New York Herald Tribune et une commentatrice politique. En 1939, le magazine Time déclare qu'elle est l'une des deux femmes les plus influentes d'Amérique, l'autre étant Eleanor Roosevelt. Elle dénonce la montée du nazisme et du fascisme notamment aux États-Unis, et est défenseuse de la cause palestinienne.

## Biographie
Elle est diplômée de l'Université de Syracuse en 1914. Elle travaille pour le mouvement du suffrage féminin. En 1917, elle s'installe à New York et commence sa carrière de journaliste.
En 1920, Dorothy Thompson s'installe en Europe. En 1925, elle dirige le bureau de Berlin du New York Post.
Elle décrit la montée du nazisme en Allemagne. Les journalistes de presse étrangère cherchent à interviewer Hitler. En 1931, celui-ci accepte de recevoir Dorothy Thompson, pour une interview. Elle publie un article qui relate cette rencontre, traduit en français en 2017. Elle raconte avoir interviewé un personnage insignifiant, incapable de diriger un pays, et met en garde contre la menace que représenterait l'accès au pouvoir du national-socialisme . Deux ans après, Hitler prend le pouvoir. Elle reconnaîtra par la suite son erreur de jugement.
En 1928, elle épouse Sinclair Lewis, prix Nobel de littérature en 1930. Elle divorce de Sinclair Lewis  en 1942.
Elle est expulsée d'Allemagne en 1934 et retourne vivre aux États-Unis. De 1936 à 1958, elle publie la chronique politique On the Record trois fois par semaine dans le New York Herald Tribune. Elle affirme son engagement contre le fascisme. Elle est également commentatrice à la radio NBC. Elle devient avec Eleanor Roosevelt, la femme la plus influente des États-Unis. Elle condamne le nazisme, qui a pris pied aux États-Unis notamment avec l'émergence du Bund germano-américain.
En 1938, elle publie Refugees: Anarchy or Organization ? dans lequel elle décrit les défis auxquels sont confrontés les réfugiés de la guerre civile espagnole et du régime nazi.
En 1938, Dorothy Thompson prend la défense d'un étudiant d'origine germano-polonais vivant en France, Herschel Grynszpan. Sa famille a été déportée. Il assassine le troisième conseiller de l'ambassade d'Allemagne à Paris, Ernst vom Rath. Cet  événement est utilisé comme outil de propagande par les nazis pour justifier les événements de la Nuit de Cristal en Allemagne. Les émissions radiophoniques de Dorothy Thompson sur la NBC, écoutées par des millions de personnes, entraînent une vague de sympathie pour le jeune assassin. La création d'un fonds de défense des journalistes, recueille plus de 40 000 dollars, permettant à l'avocat Vincent de Moro Giafferi de s'occuper de l'affaire. Elle poursuit son combat contre le nazisme après la seconde guerre mondiale.
En 1941 elle publie un essai intitulé Who Goes Nazi?.
Elle s'est également opposée au sionisme et est une défenseuse de la cause palestinienne entre les années 1940 et 1950 .

## Publications
- (en) Dorothy  Thompson, Rose Wilder Lane et William Holtz (édtieir), Dorothy Thompson and Rose Wilder Lane, forty years of friendship : letters, 1921-1960, Londres, University of Missouri press, 1991, 208 p. (ISBN 0-8262-0646-8)
- Dorothy Thompson, J'ai vu Hitler !, Paris, Équateurs, 2017, 75 p. (ISBN 978-2-84990-536-4)